# 商亚恒
商亚恒（1967年3月—），男，汉族，湖北省黄梅县黄梅镇人，中国人民解放军空军中将，曾任中央军委政治工作部组织局局长、中国人民解放军空军政治工作部副主任等职。现任中部战区空军政治委员。